# Kenderfélék
A kenderfélék (Cannabaceae, Cannabinaceae vagy Cannabidaceae) a rózsavirágúak (Rosales) rendjének egyik viszonylag kis családja, mindössze 8 nemzetséggel, amelyek közt fák és lágyszárúak egyaránt előfordulnak.

## Rendszerezés

### APG-rendszer
Az APG I-APG III osztályozások egyaránt a rózsavirágúak (Rosales) rendbe helyezik a családot, ide sorolva néhány, más rendszerezők által az szilfafélék (Ulmaceae) családba sorolt nemzetséget. A szilfafélék családjából átsorolt nemzetségek: 
Aphananthe – Celtis – Gironniera – Lozanella – Parasponia – Pteroceltis – Trema

### Egyéb rendszerek
A Humulus és Cannabis nemzetségeket a régebbi rendszerezők is ebbe a családba sorolták, de a családot magát legtöbbjük az Urticales rendbe helyezte.

## Elterjedésük, élőhelyük
Az északi flórabirodalom lágyszárú növényei.

## Jellemzők
A levélállás szórt vagy átellenes, a levélszél általában fogas. Tejnedvük nincs; epidermiszük érdekes képződményei az úgynevezett cisztolit szőrök, amiket jellegzetes alakjuk miatt találóan retorta szőröknek is neveznek. Virágaik aprók, jelentéktelenek, a virágtakaró forrt. Termésük makk.

## Életmódjuk
Többnyire egyéves növények, amiket a szél poroz be.

## Felhasználásuk
Több fajuk értékes, ismert rostnövény. A közönséges komló (Humulus lupulus) a sör egyik alapanyaga.
A vetési kender (Cannabis sativa) ismert, fontos rostnövény. Az indiai vagy hasiskender (Cannabis indica) a hasis és a marihuana alapanyaga.
Az ostorfa (Celtis) nemzetség több fajának fája értékes. Igénytelenségük miatt több fajt, illetve hibridet rendszeresen ültetnek sorfának. Az Észak-Amerikából származó nyugati ostorfát (Celtis occidentalis) és a Délnyugat-Ázsiából behozott déli ostorfát (Celtis australis) gyakran ültetik városokban, mert viszonylag jól tűrik a szennyezett levegőt. (Gömbös, levélhónalji csonthéjas terméseikről jól felismerhetők.)